# Prijamna zgrada s pomoćnom građevinom na željezničkoj postaji u Svetom Kaji
Prijamna zgrada s pomoćnom građevinom na željezničkoj postaji Solin, prijamna zgrada u gradiću Solinu, u Svetom Kaji, zaštićeno kulturno dobro.

## Opis dobra
Prijemna zgrada s pomoćnom građevinom na željezničkoj postaji Solin nalazi se u Solinu, predio Sv. Kajo, Draškovićeva bb, južno od Jadranske magistrale i JZ od amfiteatra i iskopina Salone. Postaja je dio željezničkog pravca Split-Knin, dionice Split-Siverić, otvorene 1877.g. Obje zgrade su kamene prizemnice izduženog tlocrta, uzdužne osi u smjeru približno istok-zapad. Pruga se pruža južno od zgrada. Prijemna zgrada s pomoćnom građevinom na željezničkoj postaji Solin svjedočanstvo je prometno-gospodarskog graditeljstva prošlosti, te je značajna u pregledu utilitarne, industrijske baštine kraja 19. stoljeća.

## Zaštita
Pod oznakom Z-xxxx zavedena je kao nepokretno kulturno dobro - pojedinačno, pravna statusa preventivno zaštićena kulturnog dobra, klasificirano kao "profana graditeljska baština".